# Râul Bârzu
Râul Bârzu este un curs de apă, afluent al râului Nera. 